# Diecezja Chifeng
Diecezja Chifeng (łac. Dioecesis Cefomensis) – rzymskokatolicka diecezja ze stolicą w Chifeng w regionie autonomicznym Mongolia Wewnętrzna, w Chińskiej Republice Ludowej. Biskupstwo jest sufraganią archidiecezji Shenyang.
W 2006 w diecezji służyło 21 kapłanów (1 miał 82 lata, pozostali byli w wieku 26 do 40 lat) oraz 13 sióstr zakonnych.

## Historia
W 1922 papież erygował prefekturę apostolską Chifeng. Dotychczas wierni z tych terenów należeli do wikariatu apostolskiego Wschodniej Mongolii (obecnie diecezja Jinzhou).
21 stycznia 1932 prefekturę apostolską Chifeng podniesiono do rangi wikariatu apostolskiego.
21 kwietnia 1949 papież Pius XII podniósł wikariat do rangi diecezji.
Z 1950 pochodzą ostatnie pełne, oficjalne kościelne statystyki. Diecezja Chifeng liczyła wtedy:
- 29 582 wiernych (3,7% społeczeństwa)
- 38 księży (34 diecezjalnych i 4 zakonnych)
- 3 braci i 98 sióstr zakonnych.

Od zwycięstwa komunistów w chińskiej wojnie domowej w 1949 diecezja, podobnie jak cały prześladowany Kościół katolicki w Chinach, nie może normalnie funkcjonować. W latach 1949–1990 oficjalnie nie mianowano żadnego biskupa Chifeng (być może urząd sprawował biskup(i) Kościoła podziemnego). W latach 1990–2006 działał biskup Chifeng Andreas Zhu Wenyu. Był on uznawany zarówno przez Stolicę Apostolską, jak i przez komunistyczne władze państwowe. Dotychczas nie udało się mianować jego następcy.
22 września 2018 odłączono część diecezji leżącą w Hebei, którą przyłączono do nowo powstałej diecezji Chengde.

## Ordynariusze

### Wikariusz apostolski Chifeng
- ks. Luke Zhao Qinghua (lub Lucas Tchao) (1932 – 1949)

### Biskupi Chifeng
- ks. Fabian Cheu (1949 – 1982) administrator apostolski
- bp Andreas Zhu Wenyu (1990 – 2006)